# Federazione di baseball e softball dello Zambia
La Federazione zambiana di baseball e softball (eng. Zambia Softball and Baseball Association) è un'organizzazione fondata per governare la pratica del baseball e del softball nello Zambia.
Organizza il campionato maschile e di softball femminile, e pone sotto la propria egida la nazionale maschile e di softball femminile.